# Vector de área

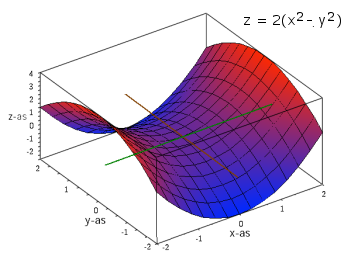
Punto de silla con rectas tangentes

En geometría tridimensional y cálculo vectorial, un vector de área es un vector que combina la medida escalar de un área con una orientación, representando así un área orientada en tres dimensiones.
Cada superficie acotada en tres dimensiones se puede asociar con un vector de área único llamado área vectorial. Es igual a la integral de superficie de la normal y distinto del escalar habitual (que mide exclusivamente el área superficial).
El vector de área puede verse como la generalización tridimensional del área con signo en dos dimensiones.

## Definición
Para una superficie plana finita de área escalar S y normal n̂, el área vectorial S se define como la unidad normal escalada por el área:
{\displaystyle \mathbf {S} =\mathbf {\hat {n}} S}
Para una superficie orientada S compuesta por un conjunto Si de áreas planas o facetas, el área vectorial de la superficie viene dada por
{\displaystyle \mathbf {S} =\sum _{i}\mathbf {\hat {n}} _{i}S_{i}}
donde n̂i es el vector unitario normal al área Si.
Para superficies curvas orientadas y acotadas con suficiente buen comportamiento, todavía se puede definir el área vectorial. Para ello, primero se divide la superficie en elementos infinitesimales, cada uno de los cuales es efectivamente plano. Para cada elemento infinitesimal de área, se tiene un vector de área, también infinitesimal
{\displaystyle d\mathbf {S} =\mathbf {\hat {n}} dS}
donde n̂ es el vector unitario local perpendicular a dS. La integración da el área vectorial de la superficie.
{\displaystyle \mathbf {S} =\int d\mathbf {S} }

## Propiedades
El área vectorial de una superficie se puede interpretar como el área proyectada (con signo) o "sombra" de la superficie en el plano en el que es mayor; su dirección está dada por la normal de ese plano.
Para una superficie curva o facetada (es decir, no plana), el área del vector es menor en magnitud que el área superficial real. Como ejemplo extremo, una superficie cerrada puede poseer un área arbitrariamente grande, pero su área vectorial es necesariamente cero. Las superficies que comparten un límite pueden tener áreas muy diferentes, pero deben tener la misma área vectorial; el área vectorial está completamente determinada por el límite. Estas son consecuencias del teorema de Stokes.
En el caso de un paralelogramo, el área vectorial viene dada por el producto vectorial de los dos vectores que lo abarcan. Es el doble del área (vectorial) del triángulo formado por los mismos vectores. En general, el área vectorial de cualquier superficie cuyo límite consista en una secuencia de segmentos rectilíneos (un concepto análogo a un polígono en dos dimensiones), se puede calcular utilizando una serie de productos cruzados correspondientes a un triangulación de la superficie. Esta es la generalización de la fórmula del área de Gauss a tres dimensiones.
Usando el teorema de Stokes aplicado a un campo vectorial elegido apropiadamente, se puede deducir una integral de límite para el vector de área:
{\displaystyle \mathbf {S} ={\frac {1}{2}}\oint _{\partial S}\mathbf {r} \times d\mathbf {r} }
donde {\displaystyle \partial S} es el límite de S, es decir, una o más curvas espaciales cerradas orientadas. Esta situación es análoga al cálculo del área usando el teorema de Green en un espacio bidimensional.

## Aplicaciones
Los vectores de área se utilizan al calcular integrales de superficie, como cuando se determina el flujo de un campo vectorial a través de una superficie. El flujo viene dado por la integral del producto escalar del campo y del vector de área (infinitesimal). Cuando el campo es constante sobre la superficie, la integral se simplifica al producto escalar del campo y el área vectorial de la superficie.

### Proyección de área sobre planos
El área proyectada en un plano viene dada por el producto escalar del área vectorial S y el vector unitario normal m̂ del plano sobre el que se quiere proyectar la superficie dada:
{\displaystyle A_{\parallel }=\mathbf {S} \cdot {\hat {\mathbf {m} }}}
Por ejemplo, el área proyectada en el plano xy es equivalente al componente z del área vectorial y también es igual a
{\displaystyle \mathbf {S} _{z}=\left|\mathbf {S} \right|\cos \theta }
donde θ es el ángulo entre el plano normal n̂ y el eje z.